# Johannes Wannenmacher
Johannes Wannenmacher   (Neuenburg am Rhein, 1485 (Gregorià) - 1551 (Gregorià)), conegut també com a Vannius, fou un compositor suís de finals del Renaixement. Cantor de la col·legiata de Sant Vicenç de Berna, després fou mestre de capella de la de Sant Nicolau de Friburg de Brisgòvia, fins que el 1530 fou desterrat per simpatitzar amb la Reforma, vivint des de llavors a Suïssa. A part de misses i motets, compongué Tundt auf den Riegel von der Thür, cançó alemanya a 4 veus (1536); An Wasserflüssen Babylonis, de 3 a 6 veus (1540); Attendi te popule meus a 4 veus (1547); Agnus en l'epítom de Glarean (1557), Bicina ermanica (Berna, 1553),